# Nexus 10
Das Nexus 10 (GT-P8110) ist ein Tablet-Computer der Nexus-Serie des US-amerikanischen Unternehmens Google. Produziert wurde es vom südkoreanischen Hersteller Samsung.
Das Nexus 10 wurde am 29. Oktober 2012 der Öffentlichkeit vorgestellt. Erstmals ausgeliefert wurde es am 13. November 2012 mit der zeitgleichen Veröffentlichung der Android-Version 4.2 Jelly Bean. Zum Verkaufsstart gab es Lieferschwierigkeiten.

## Technik
Das Gerät besitzt eine Bildschirmauflösung von 2560 × 1600 Pixeln bei 300 ppi. Es ist das erste Tablet mit einem ARM-A15-Prozessor, erweitertem MIMO-WLAN und Android-Version 4.2. Das SoC wird ebenfalls von Samsung produziert (Samsung Exynos 5250) und beinhaltet eine ARM-A15-Zweikern-CPU mit 1,7 GHz Takt und einen Vierkern-Grafikprozessor Mali T604.
Die Android-Version 4.2 Jelly Bean unterstützt unter anderem erstmals den Miracast-Standard der Wi-Fi Alliance für Videostreaming, Mehrbenutzerbetrieb und bietet eine dem Swype-System ähnliche Eingabemethode.
Das Gerät bietet keine Unterstützung für Mobilfunk.